# Polymera (Polymerodes) tasioceroides
Polymera (Polymerodes) tasioceroides is een tweevleugelige uit de familie steltmuggen (Limoniidae). De soort komt voor in het Neotropisch gebied.